# Distrito de Cayma
El distrito de Cayma es uno de los veintinueve que conforman la provincia de Arequipa, ubicado en el departamento homónimo en el sur del Perú.

## Historia
El distrito tiene sus raíces prehispánicas, durante el virreinato, se convirtió en un importante asentamiento agrícola y religioso, aquí los fraile dominicos levantaron una ermita en 1544, que sirvió de base para la iglesia de San Miguel Arcángel de Cayma, construida en el siglo XVII, es una de las más antiguas y representativas del distrito. La creación política del distrito, según la Municipalidad de Cayma, se da junto a la primera constitución del Perú, el 12 de noviembre de 1823.

## Etimología
Se cuenta que los españoles encargaron a la metrópoli imágenes hermosas para la propagación de la fe. Una de ellas, la Virgen de la Candelaria que se venera en Cayma, debía ser enviada al Cuzco, pero los indios que la llevaban encajonada en hombros dijeron que una mañana al reemprender la marcha, la caja se hizo sumamente pesada y que cuando intentaron levantarla, se oyó una voz de dentro que en quechua dijo «caiman», que en castellano significa «aquí no más». De ahí el nombre que ahora lleva el distrito y que durante la Colonia fuera encomienda de Juan de San Juan.

## Geografía
Cayma se ubica desde los 1980 m s. n. m. hasta los 2200 m.s.n.m. Con una superficie de 246.000 hectáreas y una población que bordea los 100.000 habitantes. Las características físico geográficas configuran un paisaje muy accidentado, con laderas pendiente y quebradas profundas, que corren en forma paralela al río Chili, aquí flanqueado por el volcán Chachani.
Límites del distrito:
- Norte: Distritos de Cerro Colorado y San Juan de Tarucani.
- Sur: Distrito de Yanahuara.
- Este: Distritos de Yanahuara, Selva Alegre y Chiguata.
- Oeste: Distritos de Cerro Colorado y Yura.

## Poblamiento
Cayma es uno de los distritos en donde se encuentran las personas más ricas de Arequipa y las urbanizaciones más pudientes de Arequipa Metropolitana. En los últimos años, Cayma se ha convertido en un centro financiero y comercial, ya que la mayoría de bancos y centros comerciales tienen su sede en ella. Cayma cuenta con muchos pueblos tradicionales como son: La Tomilla, Carmen Alto, Cayma Tradicional, Tronchadero, Acequia Alta, entre otros. El distrito se divide por dos zonas “Cayma baja”, desde el límite con Yanahuara hasta la planta de agua Tomilla y “Cayma Alta”, comprendida desde la planta de agua Tomilla hasta “Los pioneros “. Su principal Avenida es la Av. Ejército, donde se encuentran comercios tanto locales como internacionales.

## Autoridades

### Municipales
- 2023 - 2026[1]
  - Alcalde: Juan Carlos Linares Cama
  - Regidores:

  1. Zulema Lisbeth Nuñonca Huarca
  2. Jesús Miguel Gálvez Quicaño
  3. Luz María Checa Checa
  4. Raúl David Oblitas Flores
  5. Carmen Rosa Paucar Merma
  6. Wlbert Guillermo Díaz
  7. Rubén Luis Condori Huarca
  8. Javier Lucho Valero Quispe
  9. Iván Ebert Velásquez Ramos

## Sitios urbanos

### Iglesia

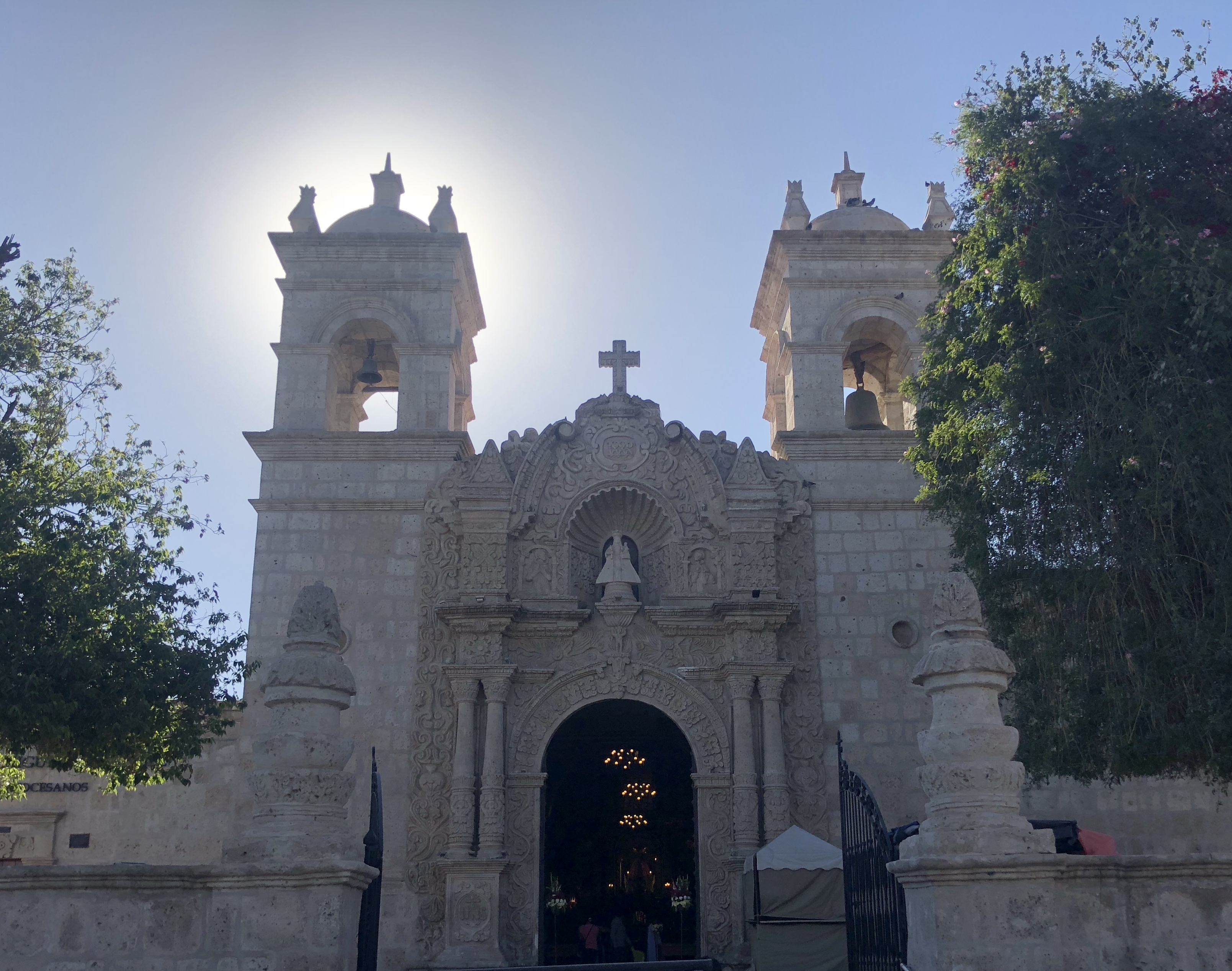
La iglesia parroquial

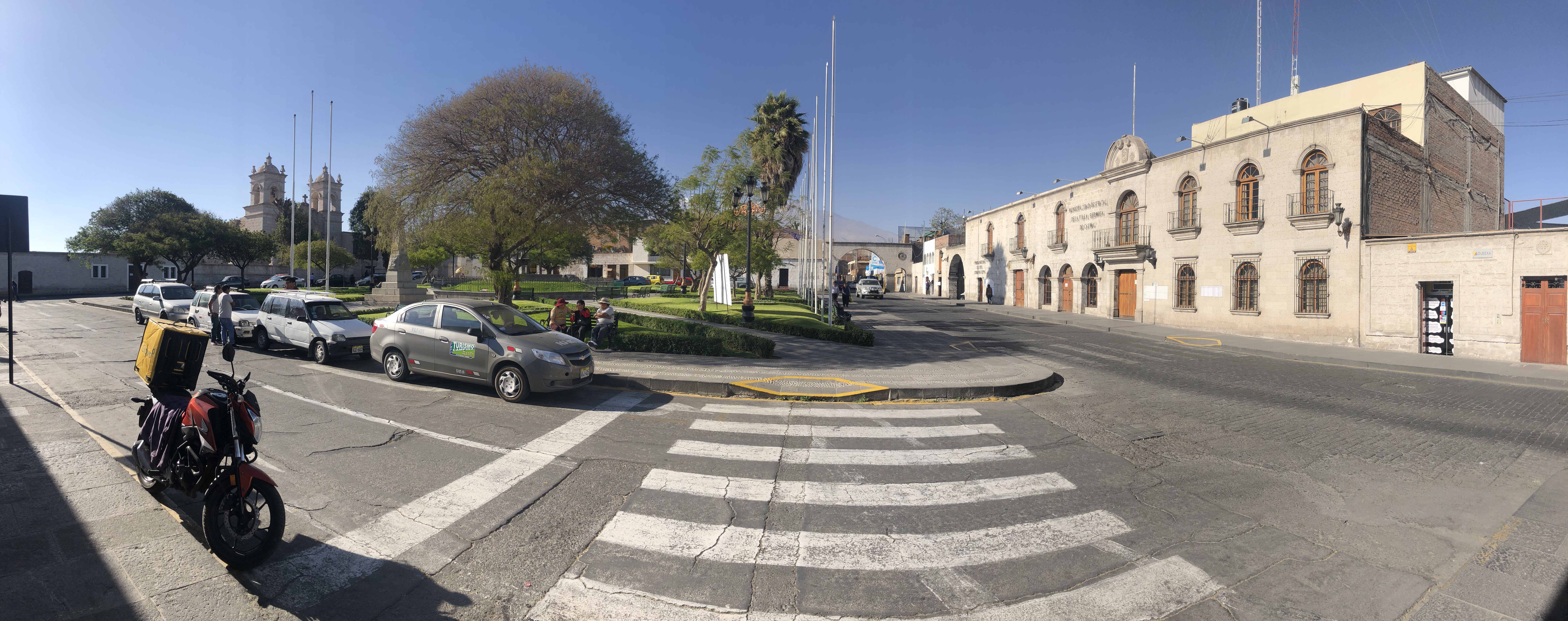
La plaza Mayor

La iglesia parroquial, conocida también como iglesia San Miguel Arcángel de Cayma, se encuentra frente a la plaza mayor del distrito. De arquitectura barroca decadente, posee una colección interesante de cuadros que recrean los milagros de la virgen y cuyo autor indio está perdido en el anonimato. Los restos del general José Trinidad Morán, héroe de la Independencia peruana nacido en Venezuela, permanecieron en su interior hasta 1954, año en que fueron repatriados a Caracas en una solemne ceremonia cívico-militar para ser luego ser enterrados en el Panteón Nacional.

### Deporte
La cancha principal del distrito es el estadio "La Tomilla", ubicado al costado de la piscina municipal, lugar donde se juega la Liga Distrital de Fútbol de Cayma. Entre los equipos más populares, entre otros figuran: el "Juvenil Andino", el Deportivo "Los Ángeles", el Cerrito "Los Libres", el "Coronel Bolognesi".
También posee un equipo de vóley que ha llegado a instancias nacionales.
En el año 2016 resurge en Cayma el Béisbol Infantil realizando prácticas en el Estadio La Tomilla para después mudarse a Alto Cayma Enace donde actualmente se desarrolla la primera Liga Infantil de Béisbol Arequipeño, con equipos Doughertys BBC, Ccoritos BBC, Orioles BBC y Lonccos BBC. Por esto se le conoce a Cayma como la "Cuna del Béisbol Arequipeño".

### Sitios turísticos aledaños de interés
| - Bosque de piedras de Imata - Cuevas y bosque de piedras de Sumbay - Huasacache - Petroglifos de Toro Muerto - Reserva Nacional de Salinas y Aguada Blanca - Sabandía | - Valle del Colca - Yanahuara - Yura - Sachaca - Valle de Chilina |

## Transporte
Las rutas de transporte masivo de pasajeros que circularán en el distrito de Cayma son las siguientes:
| FASE OPERATIVA | FASE OPERATIVA          | FASE OPERATIVA | FASE OPERATIVA                              | FASE OPERATIVA                                     |
| Cuenca         | Concesionario           | Ruta *         | Ruta *                                      | Ruta *                                             |
| Cuenca         | Concesionario           | Código         | Desde                                       | Hasta                                              |
| -------------- | ----------------------- | -------------- | ------------------------------------------- | -------------------------------------------------- |
| C - 1          | Integra Arequipa S.A.C. | BT1            | Terminal Pesquero Río Seco (Cerro Colorado) | Urbanización Lara (Socabaya)                       |
| C - 1          | Integra Arequipa S.A.C. | BT2            | Urbanización Lara (Socabaya)                | Terminal Pesquero Río Seco (Cerro Colorado)        |
| C - 3          | TransCayma S.A.C.       | A5             | 1 de Junio - Zona "B" (Cayma)               | Terminal Terrestre (J.L.B.Y.R. / Hunter / Cercado) |
| C - 3          | TransCayma S.A.C.       | A26            | 1 de Junio - Zona "B" (Cayma)               | Puente Bolognesi (Cercado)                         |
| C - 3          | TransCayma S.A.C.       | A31            | 1 de Junio - Zona "B" (Cayma)               | Zamácola (Cerro Colorado)                          |
| C - 3          | TransCayma S.A.C.       | A34            | Mujeres con Esperanza (Cayma)               | Plataforma Andrés Avelino Cáceres (J.L.B.Y.R.)     |
| C - 3          | TransCayma S.A.C.       | A36            | Los Pioneros (Cayma)                        | Quesada (Yanahuara)                                |
| C - 3          | TransCayma S.A.C.       | A39            | Los Pioneros (Cayma)                        | Zamácola (Cerro Colorado)                          |

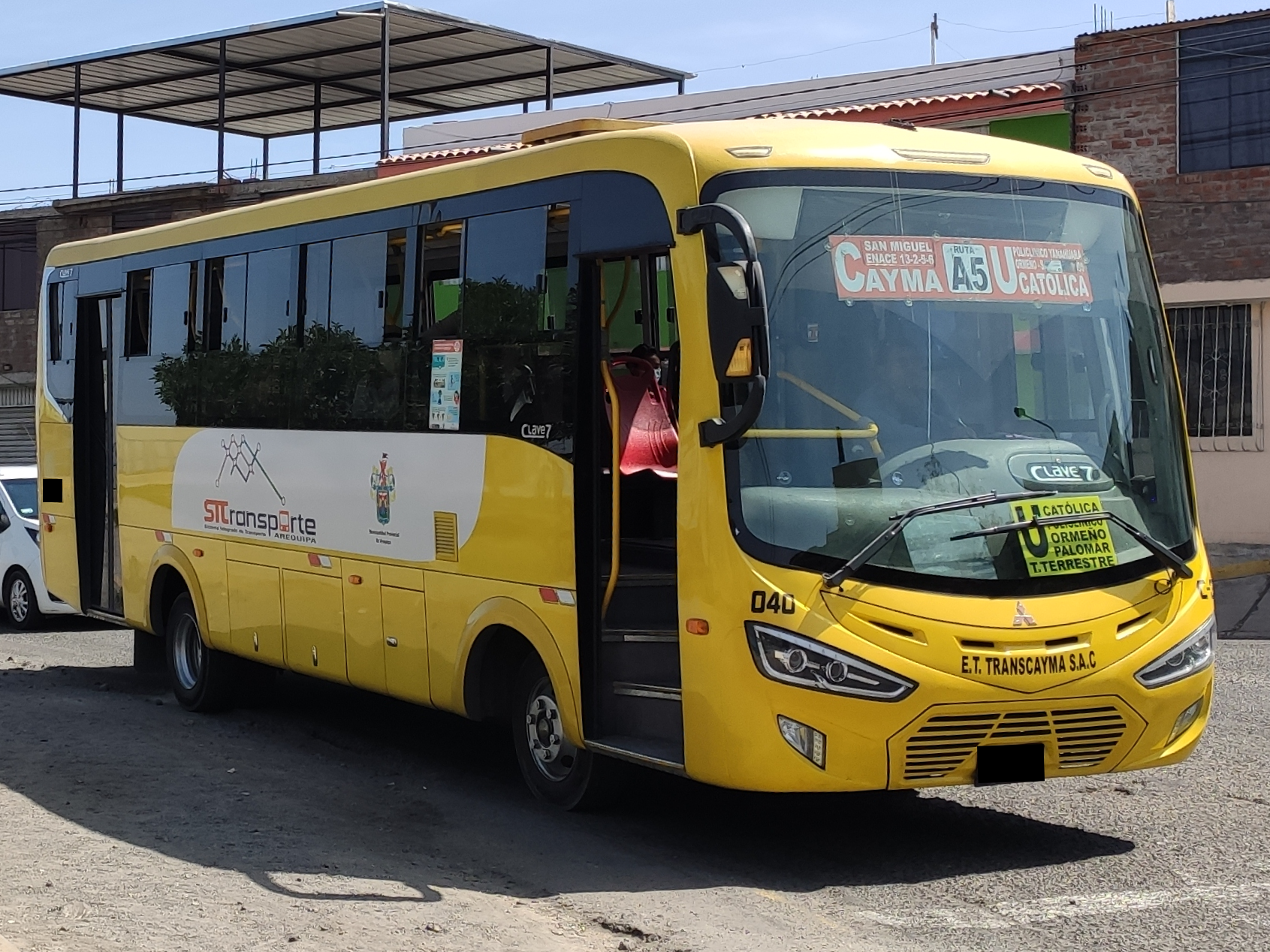
Bus de la ruta alimentadora A5.

* Las rutas operan en ambos sentidos.
IMPORTANTE:
- La Municipalidad Provincial de Arequipa (MPA), a través del SITransporte podrá crear rutas o extender recorridos de las rutas ya establecidas para la cobertura total del distrito.
- La tarifa del pasaje se pagará solo una vez, tendrá una duración de 59 minutos y se podrá realizar tres viajes como máximo.